# فلول پایین
فلول پایین (به لاتین: Folowl-e Pa'in) یک منطقهٔ مسکونی در افغانستان است که در ولایت بغلان واقع شده‌است.